# Borrie
Borrie är kyrkbyn i Borrie socken i Ystads kommun i Skåne, belägen norr om Ystad.
I Borrie ligger Borrie kyrka.